# Харитон (Обрынский-Угровецкий)
Харитон Обрынский-Угровецкий — епископ Холмской (Хельмской) епархии Киевской митрополии Константинопольского патриархата.
Об его детстве и мирской жизни информации практически не сохранилось, да и прочие биографические сведения о нём очень скудны и отрывочны; известно лишь, что Харитон Обрынский-Угровецкий был по национальности грек и жил в конце XIV и в первой четверти XV веков.
В летописных свидетельствах говорится также, что в 1414 (6922) году епископ Харитон присутствовал на Соборе, созванном великим князем Литовским Витовтом по вопросу об отделении иерархии юго-западной России от Московской митрополии, и в 1416 (6924) году Обрынский-Угровецкий находился на Соборе об избрании митрополита Григория Цамблака.